# NWSL Shield
NWSL Shield er en årlig hæder, der uddeles til det National Women's Soccer League (NWSL) hold, der har opnået flest point under selve fodboldsæsonen, før play-off blandt de fire øverste hold afgør hvilket hold der vinder mesterskabet. NWSL Shield er blevet uddelt årligt siden 2013 og anerkendes som en stor pokal i ligaen.
Seattle Reign FC har to gange vundet NWSL Shields siden etableringen i 2013, og har vundet flest af alle hold i NWSL pr. 2016.
Orlando Pride er forsvarende holdere af hæderen (2024 sæsonen).

## Danske vindere af NWSL Shield
Katrine Veje vandt hæderen i 2015 med Seattle Reign FC. Nadia Nadim vandt hæderen i 2016 med Portland Thorns FC.